# マイクロ秒

球形のアルミニウム発射体が約7km/sの速度で薄いアルミニウム板に衝突した後に、残骸および噴出雲が発生することを示した動画。フレーム間隔は約1マイクロ秒である。

マイクロ秒（マイクロびょう、microsecond、記号: µs）は、100万分の1秒(10−6 s, 1/1,000,000 s)に等しい時間の単位である。
「マイクロ秒」という語は、SI接頭語である「マイクロ」とSI基本単位の「秒」で構成されている。その記号は µs である。 
1マイクロ秒は1000ナノ秒および1⁄1000ミリ秒に等しい。次のSI単位が1000倍大きいので、10−5秒および10−4秒のオーダーの時間は、通常、数十マイクロ秒および数百マイクロ秒として表現される。
マイクロ秒で表される時間については時間の比較を参照。

## 符号位置
| 記号 | Unicode | JIS X 0213 | 文字参照          | 名称       |
| ---- | ------- | ---------- | ----------------- | ---------- |
| ㎲   | U+33B2  | -          | &#x33B2; &#13234; | マイクロ秒 |